# Eukoenenia mirabilis
Espèce
Synonymes
- Koenenia mirabilis Grassi & Calandruccio, 1885

Eukoenenia mirabilis est une espèce de palpigrades de la famille des Eukoeneniidae.

## Distribution
Cette espèce se rencontre en Italie, en France, en Espagne, au Portugal, à Malte, en Grèce, en Roumanie, en Israël, en Égypte, en Tunisie, en Algérie, au Maroc, à Madagascar, au Australie et au Chili.

## Publication originale
- Grassi & Calandruccio, 1885 : Intorno ad un nuovo Aracnide Artrogastro (Koenenia mirabils che crediamo rappresentante d’un nuovo ordine (Microteliphonida). Il Naturalista siciliano : organo della Società siciliana di scienze naturali, vol. 4, p. 127–133 & 162–168 (texte intégral).